# Atletiek op de Olympische Zomerspelen 1920 – 800 meter mannen
Het onderdeel van de 800 meter bij de mannen maakte deel uit van het atletiekprogramma van de Olympische Zomerspelen van 1920 in de Belgische stad Antwerpen. Het onderdeel vond plaats op 15 en 17 augustus 1920 in het Olympisch Stadion en werd gewonnen door de Brit Albert Hill, wat de eerste van vier opeenvolgende Britse olympische titels zou worden op dit onderdeel. De Amerikaan Earl Eby won de zilveren medaille. De bronzen medaille van Bevil Rudd was Zuid-Afrika's eerste medaille op de 800 m. Er namen 40 atleten deel afkomstig uit 17 landen.

## Achtergrond
Het was de zesde keer dat het onderdeel van de 800 m werd georganiseerd op de Olympische Spelen, nadat het in 1896 voor de eerste keer werd georganiseerd. De favorieten waren de Zuid-Afrikaan Bevil Rudd, de Brit Albert Hill en de Amerikaan Earl Eby.
België, Tsjecho-Slowakije, Estland, Japan, Luxemburg, Monaco, Spanje en Zwitserland waren voor het eerst vertegenwoordigd op dit onderdeel. De Verenigde Staten en Groot-Brittannië traden elk voor de vijfde keer aan op dit onderdeel.

## Competitieformat
De 800 m-competitie vond plaats volgens het format dat op de Spelen van 1912 was geïntroduceerd, al werd de finale wel voor het eerst gelopen met negen deelnemers. De kwartfinales bestonden uit vijf reeksen van elks zeven tot negen lopers. De beste vier van iedere reeks stootten door naar de halve finales. De halve finales bestonden uit zes of zeven lopers, waarvan telkens de beste drie doorstootten naar de finale.

## Records
Dit waren de geldende wereld- en olympische records voorafgaand aan de Olympische Zomerspelen van 1920:
| Record           | Recordtijd | Recordhouder       | Plaats    | Datum       |
| ---------------- | ---------- | ------------------ | --------- | ----------- |
| Wereldrecord     | 1.51,9     | Ted Meredith (USA) | Stockholm | 8 juli 1912 |
| Olympisch record | 1.51,9     | Ted Meredith (USA) | Stockholm | 8 juli 1912 |

## Tijdschema
| Datum                    | Uur         |                      |
| ------------------------ | ----------- | -------------------- |
| zondag 15 augustus 1920  | 16:00       | kwartfinales         |
| dinsdag 17 augustus 1920 | 16:15 16:45 | halve finales finale |

## Resultaten

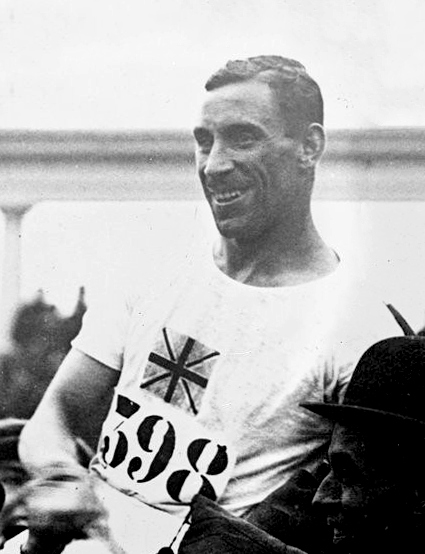
Albert Hill in het Olympisch Stadion in Antwerpen.

### Eerste ronde

#### Reeks 1
| Positie | Deelnemer         | Land | Tijd   | Notitie |
| ------- | ----------------- | ---- | ------ | ------- |
| 1       | Edgar Mountain    | GBR  | 1.57,6 | Q       |
| 2       | Giuseppe Bonini   | ITA  | 1.58,8 | Q       |
| 3       | Fernand Bauduin   | FRA  | 1.59,1 | Q       |
| 4       | James Doig        | RSA  | 1.59,6 | Q       |
| 5       | Joseph Vander Wee | BEL  | 2.00,0 |         |
| 6       | Saburo Hasumi     | JPN  | 2.02,2 |         |
| 7       | José Luis Grasset | ESP  |        |         |
| 8       | Karel Přibyl      | TCH  |        |         |
| 9       | Jean Proess       | LUX  | 2.12   |         |

#### Reeks 2
| Positie | Deelnemer      | Land | Tijd   | Notitie |
| ------- | -------------- | ---- | ------ | ------- |
| 1       | Bevil Rudd     | RSA  | 1.55,0 | Q       |
| 2       | Albert Hill    | GBR  | 1.56,2 | Q       |
| 3       | Earl Eby       | USA  | 1.56,8 | Q       |
| 4       | Paul Esparbès  | FRA  | 1.58,0 | Q       |
| 5       | Hec Phillips   | CAN  |        |         |
| 6       | Odolf Larsen   | NOR  | 2.01,6 |         |
| 7       | Leonce Oleffe  | BEL  |        |         |
| 8       | Elis Johansson | SWE  |        |         |
| —       | Arturo Porro   | ITA  |        |         |

#### Reeks 3
| Positie | Deelnemer          | Land | Tijd   | Notitie |
| ------- | ------------------ | ---- | ------ | ------- |
| 1       | Philip Noel-Baker  | GBR  | 1.56,0 | Q       |
| 2       | Donald Scott       | USA  | 1.56,9 | Q       |
| 3       | Tolly Bolin        | SWE  | 1.57,8 | Q       |
| 4       | Adriaan Paulen     | NED  | 1.58,4 | Q       |
| 5       | Paul Martin        | SUI  | 1.59,8 |         |
| 6       | Karel Frankenstein | TCH  |        |         |
| —       | Agide Simonazzi    | ITA  |        |         |
| —       | Panagiotis Retelas | GRE  |        |         |

#### Reeks 4
| Positie | Deelnemer          | Land | Tijd   | Notitie |
| ------- | ------------------ | ---- | ------ | ------- |
| 1       | Robert Goullieux   | FRA  | 1.58,8 | Q       |
| 2       | Thomas Campbell    | USA  | 1.59,1 | Q       |
| 3       | Henry Dafel        | RSA  | 1.59,2 | Q       |
| 4       | Ernesto Ambrosini  | ITA  | 1.59,4 | Q       |
| 5       | Nils Engdahl       | SWE  | 2.00,0 |         |
| 6       | Johannes Villemson | EST  | 2.00,2 |         |
| 7       | Josef Teplý        | TCH  | 2.00,6 |         |
| —       | Jean Delarge       | BEL  | DNF    |         |

#### Reeks 5
| Positie | Deelnemer            | Land | Tijd   | Notitie |
| ------- | -------------------- | ---- | ------ | ------- |
| 1       | Sven Lundgren        | SWE  | 2.00,6 | Q       |
| 2       | Albert Sprott        | USA  | 2.01,5 | Q       |
| 3       | Miguel García Onsalo | ESP  | 2.02,2 | Q       |
| 4       | Kléber Argouac'h     | FRA  | 2.02,5 | Q       |
| 5       | Jaroslav Procházka   | TCH  |        |         |
| 6       | Henri Godding        | BEL  |        |         |
| 7       | Émile Barral         | MON  |        |         |
| —       | Erkka Wilén          | FIN  | DNS    |         |

### Halve finales

#### Reeks 1
| Positie | Deelnemer            | Land | Tijd   | Notitie |
| ------- | -------------------- | ---- | ------ | ------- |
| 1       | Donald Scott         | USA  | 1.57,2 | Q       |
| 2       | Edgar Mountain       | GBR  | 1.58,2 | Q       |
| 3       | Albert Sprott        | USA  | 1.58,6 | Q       |
| 4       | Ernesto Ambrosini    | ITA  | 1.59,5 |         |
| 5       | Robert Goullieux     | FRA  | 1.59,6 |         |
| 6       | Miguel García Onsalo | ESP  | 2.01,2 |         |
| 7       | James Doig           | RSA  | 2.01,5 |         |

#### Reeks 2
| Positie | Deelnemer         | Land | Tijd   | Notitie |
| ------- | ----------------- | ---- | ------ | ------- |
| 1       | Bevil Rudd        | RSA  | 1.57,0 | Q       |
| 2       | Thomas Campbell   | USA  | 1.57,6 | Q       |
| 3       | Adriaan Paulen    | NED  | 1.57,8 | Q       |
| 4       | Sven Lundgren     | SWE  | 1.58,4 |         |
| 5       | Giuseppe Bonini   | ITA  | 1.59,0 |         |
| 6       | Kléber Argouac'h  | FRA  | 1:59,6 |         |
| —       | Philip Noel-Baker | GBR  | DNS    |         |

#### Reeks 3
| Positie | Deelnemer       | Land | Tijd   | Notitie |
| ------- | --------------- | ---- | ------ | ------- |
| 1       | Albert Hill     | GBR  | 1.56,4 | Q       |
| 2       | Earl Eby        | USA  | 1.57,0 | Q       |
| 3       | Paul Esparbès   | FRA  | 1.57,3 | Q       |
| 4       | Tolly Bolin     | SWE  | 1.57,5 |         |
| 5       | Fernand Bauduin | FRA  | 2.01   |         |
| 6       | Henry Dafel     | RSA  |        |         |

### Finale
Na de eerste ronde lagen Earl Eby en Donald Scott aan de leiding. Eby passeerde als eerste het 400 m-punt in 54,2 seconden. Daarna nam Bevil Rudd de leiding over, die hij wist aan te houden tot in de laatste rechte lijn, waar Albert Hill en Eby hem voorbijstaken. Hill kwam uiteindelijk als eerste over de streep.
| Positie | Deelnemer       | Land | Tijd   |
| ------- | --------------- | ---- | ------ |
| Goud    | Albert Hill     | GBR  | 1.53,4 |
| Zilver  | Earl Eby        | USA  | 1.53,6 |
| Brons   | Bevil Rudd      | RSA  | 1.53,6 |
| 4       | Edgar Mountain  | GBR  | 1.53,7 |
| 5       | Donald Scott    | USA  | 1.54,6 |
| 6       | Albert Sprott   | USA  | 1.55,4 |
| 7       | Adriaan Paulen  | NED  | 1.56,3 |
| 8       | Paul Esparbès   | FRA  | 1.58,6 |
| —       | Thomas Campbell | USA  | DNF    |

1896: Teddy Flack ·
1900: Alfred Tysoe ·
1904: Jim Lightbody ·
1908: Mel Sheppard ·
1912: Ted Meredith ·
1920: Albert Hill ·
1924: Douglas Lowe ·
1928: Douglas Lowe ·
1932: Tommy Hampson ·
1936: John Woodruff ·
1948: Mal Whitfield ·
1952: Mal Whitfield ·
1956: Tom Courtney ·
1960: Peter Snell ·
1964: Peter Snell ·
1968: Ralph Doubell ·
1972: Dave Wottle ·
1976: Alberto Juantorena ·
1980: Steve Ovett ·
1984: Joaquim Cruz ·
1988: Paul Ereng ·
1992: William Tanui ·
1996: Vebjørn Rodal ·
2000: Nils Schumann ·
2004: Joeri Borzakovski ·
2008: Wilfred Bungei ·
2012: David Rudisha ·
2016: David Rudisha ·
2020: Emmanuel Korir ·
2024: Emmanuel Wanyonyi